# Френдсвілл (Пенсільванія)
Френдсвілл (англ. Friendsville) — місто (англ. borough) в США, в окрузі Сасквегенна штату Пенсільванія. Населення — 101 особа (2020).

## Географія
Френдсвілл розташований за координатами 41°55′5″ пн. ш. 76°2′52″ зх. д. / 41.91806° пн. ш. 76.04778° зх. д. (41.917923, -76.047727).  За даними Бюро перепису населення США в 2010 році місто мало площу 3,87 км², уся площа — суходіл.

## Демографія
Згідно з переписом 2010 року, у селищі мешкало 111 осіб у 44 домогосподарствах у складі 29 родин. Густота населення становила 29 осіб/км².  Було 54 помешкання (14/км²).
Расовий склад населення:
| - 91,9 % — білих - 6,3 % — чорних або афроамериканців - 1,8 % — корінних американців |

До двох чи більше рас належало 0,0 %. Частка іспаномовних становила 0,0 % від усіх жителів.
За віковим діапазоном населення розподілялося таким чином: 27,9 % — особи молодші 18 років, 55,0 % — особи у віці 18—64 років, 17,1 % — особи у віці 65 років та старші. Медіана віку мешканця становила 42,5 року. На 100 осіб жіночої статі у селищі припадало 126,5 чоловіків;  на 100 жінок у віці від 18 років та старших — 110,5 чоловіків також старших 18 років.
Середній дохід на одне домашнє господарство  становив 62 579 доларів США (медіана — 68 750), а середній дохід на одну сім'ю — 63 643 долари (медіана — 68 500). За межею бідності перебувало 8,2 % осіб, у тому числі 0,0 % дітей у віці до 18 років та 0,0 % осіб у віці 65 років та старших.
Цивільне працевлаштоване населення становило 66 осіб. Основні галузі зайнятості: роздрібна торгівля — 21,2 %, освіта, охорона здоров'я та соціальна допомога — 19,7 %, науковці, спеціалісти, менеджери — 12,1 %, виробництво — 10,6 %.